# Седлисько (Кросненський повіт)
Седлисько (пол. Siedlisko, нім. Heidenau) — село в Польщі, у гміні Машево Кросненського повіту Любуського воєводства.
Населення — 17 осіб (2011).
У 1975-1998 роках село належало до Зеленогурського воєводства.

## Демографія
Демографічна структура станом на 31 березня 2011 року:
|          | Загалом | Допрацездатний вік | Працездатний вік | Постпрацездатний вік |
| -------- | ------- | ------------------ | ---------------- | -------------------- |
| Чоловіки | 8       | 0                  | 7                | 1                    |
| Жінки    | 9       | 3                  | 3                | 3                    |
| Разом    | 17      | 3                  | 10               | 4                    |